# Assassinato de Elaine O'Hara
Elaine O'Hara (17 de março de 1976 à 22 de agosto de 2012) era uma babá irlandesa que foi assassinada em agosto de 2012 pelo arquiteto Graham Dwyer. Ela foi vista pela última vez viva em um parque público em Shanganagh, Dublin, Irlanda, em 22 de agosto. Os restos de seu corpo foram descobertos na Montanha Killakee, ao sul de Dublin, em setembro de 2013. A investigação de seu desaparecimento e morte foi amplamente divulgada. O julgamento e condenação de Dwyer em 2015 levaram à circulação de evidências sobre o envolvimento de O'Hara e Dwyer na subcultura sexual BDSM. A evidência das práticas sexuais sádicas de Dwyer levou o assassinato a ser considerado um dos crimes mais chocantes da história irlandesa. Um recurso posterior de Dwyer, que questionou a base legal para a retenção dos metadados do telefone celular (que foram usados na acusação contra ele), está pendente de julgamento pelo Tribunal de Justiça da União Europeia (TJUE). O resultado de tal decisão pode ter "sérias implicações para a investigação de crimes graves em toda a Europa".

## Contexto
Elaine O'Hara nasceu em Dublin em 17 de março de 1976 e estudou na escola secundária St. Joseph of Cluny, onde ela sofria bullying. Desde a adolescência ela passou por muitos problemas de saúde mental e foi regularmente hospitalizada para tratamento psiquiátrico. Ela havia sido paciente do professor Anthony Clare, que a diagnosticou com depressão e transtorno de personalidade limítrofe. Ela também sofria de asma, diabetes e era disléxica. A morte de sua mãe em 2002 foi um grande revés para ela, assim como a morte súbita da professora Clare em 2007.
Em 2005 ela se mudou da casa de sua família em Killiney para um apartamento em Blackrock. Em 2008, mudou-se para outro apartamento em Blackrock, antes de adquirir uma unidade habitacional acessível em Belarmine Plaza, Stepaside. O'Hara trabalhou como assistente de jardim de infância em Ballybrack e meio período em uma banca de jornais em Blackrock. Ela estava tendo aulas noturnas na cidade de Dún Laoghaire com a esperança de se tornar uma professora Montessori.

### Desaparecimento
O'Hara desapareceu em sua casa em 22 de agosto de 2012, tendo sido inicialmente presumido que ela havia desaparecido enquanto se voluntariava nas Corridas de Navios de 2012. Contudo, ela havia deixado dentro de sua casa a sua mochila, bolsa e telefone celular, e as imagens de segurança a mostraram saindo de casa com um celular diferente. Ela foi vista pela última vez por um corredor no Shanganagh Park, no condado de Dún Laoghaire-Rathdown, ao sul de Shankill. Mais tarde foi determinado que ela tinha ido para o Cemitério Shanganagh, onde sua mãe foi enterrada. Uma testemunha disse ter ouvido uma mulher chorando alto no cemitério. A testemunha viu a mulher, se encaixando na descrição geral de O'Hara, chorando ao lado de um túmulo antigo, mas ela não conseguiu constatar com certeza se era O'Hara. O carro de O'Hara foi encontrado mais tarde nas proximidades, e presumiu-se que ela havia, dado o seu histórico psicológico, cometido suicídio pulando dos penhascos próximos.

### A descoberta de evidências
Em 10 de setembro de 2013, três dias antes da eventual descoberta do corpo de O'Hara, os pescadores William Fegan, seu irmão e outro homem avistaram uma bolsa na água em Vartry Reservoir, perto de Roundwood, Co. Wicklow. Normalmente, a profundidade da água na ponte onde a evidência foi encontrada era de 4.6 metros à 6.1 metros, mas em 2013, após um longo período de seca, tinha uma profundidade de 30 centímetros à 46 centímetros, expondo os itens que, normalmente, estariam abaixo da superfície. Dentro da bolsa eles encontraram algemas, roupas, uma mordaça de bola, cordas e restrições para as pernas.
No dia seguinte, Fegan entregou os itens que havia encontrado para a estação de Roundwood Garda. O policial James O'Donoghue realizou várias outras buscas no local e em 16 de setembro encontrou algemas, chaves, uma máscara de couro, uma faca, um inalador e um colar com um anel preso nele. Um cartão de fidelidade da Dunnes Stores encontrado preso ao chaveiro foi identificado como pertencente de O'Hara. A Unidade Naval da Garda vasculhou o lago em 17 de setembro e 7 de outubro de 2013, tendo sido encontrando dois telefones celulares Nokia, duas baterias de celular, um par de óculos e óculos de sol e uma mochila. Um número na armação dos óculos e na prescrição correspondia aos registros de O'Hara mantidos em arquivo em uma filial da Specsavers em Dún Laoghaire.

### Descoberta do corpo
A treinadora de cães Magali Vergnet passeava regularmente com seus cães em terrenos arborizados perto de Kilakee, no sopé das montanhas de Dublin. A partir de 21 de agosto de 2013, um de seus cães começou a desaparecer regularmente, voltando com alguns ossos durante a caminhada, aos quais Vergnet inicialmente acreditava serem de animais. Em 13 de setembro de 2013, o mesmo cachorro, novamente, pegou mais ossos, desta vez acompanhados de roupas. Preocupada com a possibilidade de serem ossos humanos, ela entrou em contato com o proprietário da terra, Frank Doyle. Eles voltaram para a terra com outro homem e dentro de uma clareira isolada, encontraram ossos dispersos e roídos, incluindo os restos de uma caixa torácica e uma mandíbula. Percebendo que os restos eram humanos, eles contataram a polícia. Apenas 65 por cento de seu esqueleto foi recuperado. O corpo de O'Hara foi posteriormente identificado através de registros dentários.

## Investigação
A polícia descobriu que no final de 2007, O'Hara visitou o site de conteúdo adulto e fetichista "Alt.com" sob o perfil helpmelearn36/F, onde ela visualizou o perfil de architect72, que estava vinculado a um endereço do Gmail chamado fetishboy. A polícia ligou estes a Graham Dwyer, um arquiteto. Surgiram evidências de que Dwyer e O'Hara haviam embarcado em um relacionamento sexual que envolvia bondage, violência e facas. O relacionamento deles foi muito intenso ao longo de 2008, onde posteriormente foram encontrados vídeos caseiros de sexo e e-mails recuperados de seus laptops.
O relacionamento deles sofreu algumas idas e vindas, mas foi reacendido em março de 2011, quando Dwyer entrou em contato com O'Hara através de um telefone celular pré-pago. Era um número de celular que começava com "083", e tanto ele quanto O'Hara tinham telefones celulares com números que começavam com 086. Textos recuperados, dos celulares Nokia descartados, mas ainda operacionais, enviados por Dwyer (sob o nome de "Mestre") para O'Hara (sob o nome de "Submissa") durante este período. As mensagens incluíam os seguintes textos:
Eu quero perfurar a minha faca em alguém enquanto estiver excitado… eu gostaria de esfaquear uma garota até a morte algum dia.— Mensagem de texto de Graham Dwyer em Junho de 2011
Minha vontade de violentar, esfaquear e matar são enormes. Você tem que me ajudar a controlar ou satisfazer isso tudo.— Mensagem de texto de Graham Dwyer de 2011
Dwyer não tinha um histórico criminal. Seu passado não possuía "nada demais". Nascido em 13 de setembro de 1972 em Bandon, County Cork, filho de Sean e Susan Dwyer, ele tem três irmãos, Mandy, Brendan e James. Após concluir o ensino médio, mudou-se para Dublin no início dos anos de 1990. Ele estudou arquitetura no Instituto de Tecnologia de Dublin em Bolton Street, onde iniciou um relacionamento com Donegal, Emer McShea, que logo engravidou. No entanto, McShea mais tarde testemunhou no tribunal que uma vez Dwyer confidenciou a ela que ele fantasiava em esfaquear uma mulher durante o sexo, e começou a trazer uma faca de cozinha para o quarto deles, onde fingia esfaqueá-la. McShea e Dwyer terminaram seu relacionamento em 1996 e um ano depois ele começou a namorar uma colega estudante de arquitetura, Gemma Healy. Eles se casaram na Catedral de Sligo em 2002 e cinco anos depois se mudaram para Kerrymount Close, Foxrock. A carreira de arquitetura de Dwyer decolou e ele começou a trabalhar para A&amp;D Wejchert &amp; Partners Architects na Lower Baggot Street em 2 de julho de 2001.
Ele foi nomeado como diretor da empresa em junho de 2006 e esteve envolvido em uma série de projetos, no Instituto de Tecnologia de Carlow, no hipódromo de Leopardstown e em alguns lugares na Polônia. Seus hobbies incluíam pilotar aviões controlados por rádio e dirigir carros de luxo, enquanto sua esposa Gemma gostava de velejar. No entanto, de acordo com informações divulgadas durante as entrevistas da Garda, Dwyer estavam passando por dificuldades financeiras na época do assassinato: "Eu estava profundamente endividado. Tínhamos boas perspectivas em 2007. Tínhamos uma casa de campo em Rathmines, compramos a casa em Foxrock para reformar. Então começamos a quebrar. Gemma perdeu o emprego e eu tive grandes cortes salariais", disse ele. Em seu julgamento, os diretores da empresa sofreram um corte salarial de 50% desde 2009, incluindo um corte de 21% nos primeiros seis meses de 2011, reduzindo seus salários para € 70.000.

## Prisão e julgamento
Evidências encontradas no telefone e laptop de O'Hara levaram a expedição de mandados de busca na casa de Dwyer, onde mais evidências foram descobertas. Ele foi preso e inicialmente negou conhecer O'Hara (o que foi refutado graças a imagens de segurança na casa de O'Hara e a presença de sêmen em sua cama) e depois negou ter assassinado O'Hara. O julgamento foi aberto em 22 de janeiro de 2015. No julgamento, os violentos vídeos de sexo caseiro e mensagens de e-mails recuperados forneceram evidências sexuais do uso de bondage, violência e facas. Numerosas mensagens de O'Hara faziam menção às repetidas ameaças de Dwyer de esfaqueá-la e matá-la.
O advogado de Dwyer, Remy Farrell, argumentou que não havia evidências que ligassem Dwyer à morte de O'Hara. O'Hara tinha um histórico de depressão e sua causa de morte nunca havia sido determinada por patologistas. Ela havia sido recentemente liberada de um hospital psiquiátrico no qual entrara depois de ter pensamentos suicidas. Não havia "nenhuma prova de evidência a respeito da causa da morte", ou mesmo evidência de que foi assassinato. De acordo com Farrell, tanto a polícia quanto sua própria família acreditavam que ela provavelmente cometeu suicídio. O interesse de O'Hara no estilo de vida BDSM era conhecido da polícia desde antes da descoberta de seu corpo, e havia muitas circunstâncias que poderiam ter levado à sua morte. Farrell disse que a linguagem violenta usada por Dwyer em seus textos era prova de nada mais além das suas fantasias sexuais.
Seán Guerin SC, promotor, disse que as evidências acumuladas apontavam para um plano detalhado de Dwyer para cometer um assassinato e ficar impune. Dwyer usou a baixa autoestima de O'Hara para manipulá-la. Seu desejo de matar uma mulher estava bem documentado em seus textos. O'Hara não era um participante voluntário de violência sexual; ela repetidamente expressou seu desejo de "não ser esfaqueada" e "não ser espancada" por ele. Ela só queria "companheirismo, amor e, finalmente, um filho". Sabendo que ela havia sido recentemente liberada do hospital psiquiátrico, Dwyer a atraiu para o cemitério com a intenção de levá-la para as montanhas e matá-la, esperando que se por acaso o seu corpo fosse descoberto, sua morte seria considerada como suicídio. Mas a tentativa de esconder o seu relacionamento com ela e de esconder os telefones celulares e os objetos pessoais de O'Hara foi uma clara evidência da sua intenção.
Em 27 de março de 2015, Dwyer foi condenado de forma unanime. Ao sentencia-lo à prisão perpétua, o juiz Tony Hunt afirmou que ele concordou 110% com a decisão do júri. Todos os jurados foram isentos do dever de comparecer ao júri por 30 anos.

## Recurso
Durante e após o julgamento, a equipe jurídica de Dwyer apontou que a legislação que abrange a captura e uso dos dados do telefone celular (invocada pela promotoria no julgamento) era inválida. Especificamente, a equipe jurídica de Dwyer alegou razões para a interposição de apelação com base no fato de que a Lei de Comunicações (Retenção de Dados) da Irlanda de 2011, dando vazão à Diretiva Europeia de Retenção de Dados (2006/24/EC) era inválida - porque a Diretiva Europeia subjacente havia sido derrubada pelo Tribunal de Justiça Europeu em 2014. Essas alegações contribuíram para uma revisão de como os órgãos estaduais utilizam esses tipos de dados pela legislação. E, se for julgado procedente, foi relatado que o recurso poderia impactar na admissibilidade nas evidências encontradas no celular do caso Dwyer - e em outros casos que dependem de dados encontrados em telefones celulares nas investigações da Garda.
No final de 2021, um conselheiro que analisava o caso em nome do Tribunal de Justiça da União Europeia (TJUE) emitiu parecer que a retenção de metadados de telefones celulares era "permitida apenas em caso de ameaça à segurança nacional", e não para apuração de crimes. Se esta opinião for seguida pelo TJUE, foi relatado que tal decisão teria "sérias implicações para a investigação de crimes graves em toda a Europa".